# Tampok
Tampok je rijeka u zapadnoj Francuskoj Gijani, desni pritok rijeke Lawe (gornji tok Maronija). Duga je 268 km.